# Cyrtolaelaps minor
Cyrtolaelaps minor är en spindeldjursart som beskrevs av Rainer Willmann 1952. Cyrtolaelaps minor ingår i släktet Cyrtolaelaps och familjen Ologamasidae. Inga underarter finns listade i Catalogue of Life.